# Gustav Geisel
Gustav Geisel (* 1923 in Frankfurt; † 1985) war ein deutscher Kirchenmusiker und Komponist.

## Leben
Bereits mit sieben Jahren erhielt Gustav Geisel seinen ersten Violinunterricht, widmete sich jedoch zunächst nach seinem Schulabschluss einem Ingenieurstudium. Nach Ende des Zweiten Weltkriegs und seiner Gefangenschaft begann er ein Studium an der Hochschule für Musik in Frankfurt. Von 1949 bis 1952 vertiefte er seine musikalischen Kenntnisse an der Kirchenmusikschule der EKHN. Darauf folgten weitere Studien, unter anderem Komposition bei Hessenberg und Orchesterleitung bei Peter. 1951 erlangte Geisel eine Beschäftigung als Kirchenmusiker an der Evangelischen Auferstehungskirchengemeinde in Frankfurt am Main. Darüber hinaus arbeitete er als Lehrer an der Jugendmusikschule und Dozent an der Kirchenmusikschule Frankfurt.

## Werke (Auswahl)
- Sonate in B-Dur. Trompete und Orgel. Verlag Merseburger, Kassel